# سفين أوتو بيركلاند
سفين أوتو بيركلاند (بالنرويجية البوكمول: Sven Otto Birkeland)‏ هو لاعب كرة قدم نرويجي، ولد في 10 فبراير 1948. شارك مع منتخب النرويج تحت 19 سنة لكرة القدم ومنتخب النرويج تحت 21 سنة لكرة القدم ومنتخب النرويج لكرة القدم. أما مع النوادي، فقد لعب مع نادي ستارت ونادي لين.

## وصلات خارجية
- سفين أوتو بيركلاند على موقع الاتحاد الأوربي (الإنجليزية)
- سفين أوتو بيركلاند على موقع اتحاد النرويج (النرويجية)
- سفين أوتو بيركلاند على موقع قاعدة بيانات كرة القدم.إي يو (الإنجليزية)
- سفين أوتو بيركلاند على موقع عالم كرة القدم.نت (الإنجليزية)